# たけしの戦国風雲児
『たけしの戦国風雲児』（たけしのせんごくふううんじ）は、1988年11月25日にタイトーから発売されたファミリーコンピュータ用テレビゲーム。
このゲームはビートたけしが携わったとされているが、事実上の前作となる『たけしの挑戦状』と違い、当時のゲームとしては不条理な点などが特に無いことから、たけし自身のアイデアが採用されているかは不明。
大まかに、戦国ゲーム（SENGOKU GAME）とパーティーゲーム（PARTY GAME）とに分かれている。
以下、特記しない限り戦国ゲームについての記述とする。

## 概要
沖縄を除く戦国時代の日本を舞台にしたボードゲームである。サイコロを振ってさまざまなところに行くというものである。単にすごろくをしていくだけでなく、城を奪い取るという国盗り合戦の要素を含まれている。主にビートたけし（以下たけし様、ゲーム上ではこのように表記される）が出てきてアドバイスや邪魔をして進行する。そしてゲームモードに沿ってそれぞれの目的を達成していく。

### プレイ人数
2～4人プレイが基本だが、コントローラーIIの十字キー左と上、Bボタンを押しながらコントローラーIのAボタンを押して決定すると、そのうち人間（プレイヤー）は何人かを聞いてくる。これによりCPUコマが発生し、一人プレイが可能となる。なお、3人、4人プレイを選んでも追加コントローラーは不要で、3人目はコントローラーI、4人目はコントローラーIIを橋渡しする格好になる。ただし後述する「決闘」時は多少イレギュラーが発生する。

### 名前
プレイヤーそれぞれの名前を決めるが、なぜか名前の最後の文字は「丸」で全員固定されている。例えば自分の名前が「たけし」と入力しても、「たけし丸」という名前でプレイすることになる。

### コマ選び
計4つのコマがある。

### 音楽
「おおえどびーとぽっぷ」「さむらいさんば」「せんじょうのめりーさんのひつじ」「まんゆうおんど」の4つから選べる。選んだテーマソングは自分の出番が来ると流れるようになっている。

### ラッキーナンバー
その場でサイコロ状のルーレットがスタートし、Aボタンを押すことで止まり、出た目がラッキーナンバーとなる。詳細は後述。

### ゲーム
5つのゲームモードがある。

#### 日本縦断ゲーム
スタートは北海道にあるあばしり城。目的地であるたけし城（九州、熊本県、宮崎県、鹿児島県の3県境あたりにある）を目指していくゲーム。単純なすごろくである。
ゴールであるたけし城では、たけしとゴルフの勝負をしなければならず、ホールインワンしなければ勝利にならない。敗北すれば「顔を洗って出直し」となり、どこかへ飛ばされるが、敗北してもお金やカード、すなわち資産が多い場合は高確率で「めんどうだから」とたけし様が勝手に勝利扱いしてくれる。

#### 仕官ゲーム
別名、「放浪編」。スタート地点は東京のおおた城。一介の浪人から各地の城に仕官していくゲーム。現代で言えば就職活動（就活）のようなもの。この中ではかなりの自由度が高いゲーム。
仕官のためには、まず九州にあるたけし城に向かい、紹介状（紹介カード）を手にいれた上で自分の仕官したい城に赴く。
しかし、紹介状をやっとの思いで手に入れても、どの城でも一度は「今は間に合っている」と断られてしまう。そこでさらなる自己PRのために、
- 武士としての腕前を見せる。
- 袖の下（お金。すなわちワイロ）を渡す。
- 芸をして笑わせる。

のいずれかの行動を取ることになる。
武士としての腕前を見せるには、町にある道場で稽古をつけてもらい、侍（さむらい）ポイントを高くしておかなければなかなか厳しい。お金を渡す手法にしても、城によっては即仕官させてくれたり、金だけ取って結局断られてしまったりなどとまちまちである。
一方で、芸をして気に入ってもらう手法を取るとあるアイテムがあれば高確率で仕官が可能であるが、仕官後引き続き大名ゲームに移るつもりであるならば、後がきついものになりかねない。
御前試合
たけし様の紹介状がないと仕官が完全にできないわけではない。城で殿の御前試合（剣術）に出場し、そこで勝利すれば一発で仕官が決定する。ただし参加料として金50が必要であり、しかも相手はかなりの強敵である。
仕官に成功すれば一応ゲーム終了であるが、ゲームクリア一番乗りのプレイヤーの判断次第でゲーム終了かそのまま大名ゲームに移行するかが決まる。

#### 大名ゲーム
別名、「出世編」。仕官に成功したプレイヤーが大名を目指して殿様からの命令に従って進めるゲーム。純粋に大名ゲームからスタートの場合スタート地点はランダムに設定。一方で仕官ゲームから引き続きの場合は仕官した城からスタートになる。
大名になるためには、大まかに見て
- 地道に殿様の命令を聞いたり機嫌を取ったりして出世（しゅっせ）ポイントを上げていく。
- 下剋上（げこくじょう）。雇ってくれた殿様を倒して自分が大名に成り上がる。

の2パターンがある。なお下剋上を試みて失敗した場合、城を追放され仕官からやり直しになる。
また、「ひまをもらう」と、城を出て仕官ゲームに戻ることになる。ただ、「侍大将」「家老」「軍師」などの役職がある状態でひまをもらうと、少量ながら退職金のようなものが貰える。
一番に大名になったプレイヤーの判断次第で、ゲーム終了かそのまま統一ゲームへ移行するかが決まる。

#### 統一ゲーム
大名になったプレイヤーが各地の城を乗っ取り、天下統一を目指すゲーム。最初の所持設定が高い。
純粋に統一ゲームからスタートした場合スタート地点は大名ゲーム開始時と同じくランダムになる。一方で大名ゲームから引き続きの場合は、雇われていた城がスタート地点となる。
天下を統一するには、概ね2つの手法がある。
- 兵士を従え、各地の城と戦争を繰り広げ、勝つことでその城を制圧する。（出陣）
- 他者に占領されていない城の者同士で政略結婚を行い、それによって相手方の城と協定を結び、その城が自分のものになる。

なお、城との戦争は神社で武運長久祈願をしておかなければ絶対に勝てないようになっている。戦争はミニゲームで行われるが、単にミニゲームで勝利しても「惜しい所で攻め切れませんでした」とメッセージが出る。一方でゲームに敗れれば問答無用で兵士の数が減少してしまう。
また、政略結婚も自分に子供がいなければ不可能となっている。
「いんきょする」と、大名職を手放し浮浪人となる。すなわち仕官ゲームに戻ることになるが、大名ゲームでの「ひまをもらう」とは少し勝手が違い、関所をフリーパスできる「印籠カード」が自動で手に入る。

#### 商人ゲーム
スタート地点はおおた城。ほかのゲームモードとは違いひたすらお金を稼ぐゲーム。3千、5千、1万の設定ができる。
地道にお金を稼ぐならば、町の仕事屋へ行ってひたすら働くことだが、それ以外にも佐渡金山に潜入して一攫千金を狙ったり、山賊について通りかかった人から金目のものを奪い取るなどといった卑劣な手法を取ったりしても、所定の金額に届きさえすれば勝利者になる。
以上5つのゲームモードが存在する。

## 出番時のコマンド
自分の出番が来ると、ゲーム開始時に決定したテーマソングが流れ
- さいころ
- かーど
- ようす
- いちらん
- まっぷ

のどれかを選択することになる。

### さいころ
基本はサイコロを振って、出た目の数を進んでいく。サイコロの出目は1～6の他、まれに「たけしマーク」が出る。これを出すと
- 1～6マス進む
- 7マス進む
- 相手を動かす

の選択肢が現れる。
また、ゲーム開始時に決定した「ラッキーナンバー(1～6)」をゲーム中で出すと、川や戦場などの強制イベントマスをスルーでき、さらにもう1回サイコロを振ることができる。なお、2回連続でラッキーナンバーを出しても、2回目は強制イベントマスをスルーできない。
なお、サイコロは東国原英夫(当時の芸名はそのまんま東)似の人物が振ってくれる。

### かーど
イベントや店などで手に入れたカードを使うことができるが、ここで使えるカードは種類が限られている。詳細は後述。

### ようす
プレイヤーの様子（ステータス）を見ることができる。画面下部には「もどる」「かーどをみる」「めっせーじのはやさ」の3コマンドがあり、自分の所持しているカードを1枚ずつ見たり、メッセージロールの速さを調節したりできる。

#### 各ステータス一覧
なまえ
最初につけた自分の名前。
おかね
普段は、物を買ったり船に乗ったりすると減り、町の仕事屋で仕事をすると所定の金額が貰える。たけちゃんマスなどでのイベントでも増減しやすい。
ちから
現在の体力。つらい仕事をしたり戦場を通り抜ける際などにけがをすると減少する。丸マスでランダムに発生する「けがによる1回休み」では減らない。町で食事や休憩をすると回復する。0になると死亡してしまうが、たけし様が復活させてくれる。ただしその際に持っていたカードが全部没収され、お金は半分になってしまう。
さむらい（しゅっせ、にんき）
日本縦断、仕官、商人ゲームの時は「さむらい（侍）ポイント」となり、大名ゲームの時は「しゅっせ（出世）ポイント」、統一ゲームの時は「にんき（人気）」になる。日本縦断、商人ゲームの時は全くと言っていいほど関わりがないが、逆に仕官ゲームの時はこのポイントが仕官のし易さを左右する重要なバロメーターになっている。町にある道場で剣術の稽古をつけてもらい勝利すると侍ポイントを上げてもらえる。
おみくじ
おみくじカードがない時は「なし」と表示され、神社でおみくじを引きカードを手に入れると、その結果がこの項目に表示される。
かーど
現在持っているカードの枚数。「かーどをみる」を選ぶと現在持っているカードを1枚ずつめくりながら見ることができる。10枚が限度で11枚目のカードが手に入ると不要なカードを捨てなければならない。しかもカードを捨てる際は裏返しにされた10枚の中から選ぶことになるため、枚数が増えてきたら不要なカードがどの位置にあるか予め把握しておかないと、誤って貴重なカードを捨ててしまいかねない。
らっきー
最初に決めたラッキーナンバー。
へいし
大名ゲームで戦争（または鉄砲購入）命令が出て移動中の時と、統一ゲームで出陣し移動中の時に発生する。現在の兵力を表している。
たけし　いわく
たけし様からのメッセージ。日本縦断ゲームの時は「早くおいらの城に来いよ」で固定されているが、それ以外のゲームではその時々によって異なったメッセージが現れる。ゲーム攻略のヒントになっているものが多いが、ステータスについての単なるツッコミだけの時もある（例えば、力がやたら高い値の時は「お前、力だけは小錦なみだねー」となることもある）。

### いちらん
自分と他のプレイヤーのお金と力の値を一覧で見ることができる。

### まっぷ
自分と他のプレイヤーが今どこにいるか日本地図上に表示される。

## カード一覧
イベントやミニゲームのクリアなどで、様々なカードを入手できる。ただし先述の通り、一人が一度に持てるカードは10枚まで。

### 使えるカード
出番時のコマンド「かーど」で使えるカードは、次のカードのみである。
- たけちゃんカード

カードの絵柄はたけしの顔。使うとたけし様が現れ、お金やカード、体力回復などの助けをしてくれるのだが、ゴルフゲーム（後述）でホールインワンしないと何もしてくれない場合もある。また、ごくまれにカードの使用料としてお金を取られてしまうケースもある。
- 仕返しカード

絵柄はたけしがアカンベーをしたもので、自分以外の誰かからカードまたはお金を奪うことができる。
- いかさまカード

絵柄は（漫画風の）イカ。使うとその場でサイコロの目1～6から好きなものを選び、その目の数だけ進めることができる。また、サイコロの他に剣術、じゃんけんゲーム（戦争）の時にもあるコマンドを使えばカードが驚くべき効果を発揮する。
- 伝書鳩カード

絵柄は伝書鳩。伝書鳩を飛ばして、周囲の様子を探ることができる。他のカードと違い何度使ってもなくならない。
- ジョンソンカード

絵柄は黒人男性（の上半身）。使うとサイコロを振り、出た目の2倍進むことができる。
- インドの魔法カード

絵柄はターバンを巻いたたけしの顔で、使うとカード使用時にいたマスから一定の距離内の好きなマスに飛ぶことができる。一度決定すると一切取り消しは効かずカードも失う。

### 使えないが、持っていると効果が表れるカード
上記以外にも、次のように多種多様なカードが存在する。これらのカードは自分の出番時に「ようす」を選び「かーどをみる」で確認することができる。
- 手形カード

関所の通行手形であり、これを持っていると関所で止められても無事に通過できる。ただし一度関所を通るたびに一枚失う（例外として日本縦断ゲームの時だけはなくならない）。その際は「かーどをもっていたので、ぶじ、つうかできました」とコメントが出る。
- 印籠カード

絵柄は水戸黄門の印籠を彷彿とさせるもの。これを持っていれば関所をフリーパスできる。捨てない限り失うことはない。統一モードで大名から隠居するとこのカードが手に入る。
- 刀カード

たけみつ、こしひかり、まさむね、ぞーりんげんの4種類があり、後者ほど剣術対決の際に一撃で大量のダメージを与えることができる。刀鍛冶屋で買うこともできるが、イベントで手に入ることもある。捨てたり刀鍛冶屋で売ったりしない限り失うことはない。ただし、2種類以上の刀カードを持っていて1種類を残し他を売るということはできず、刀鍛冶屋で刀を売ると持っている刀カードを全部売り飛ばしてしまう。
- 隠れ蓑カード

隠れ蓑の力によって、戦場、山賊の強制イベントマスをスルーできる。ただし効果は一度きりで、カードが消費されたことを示すコメントも表示されずにいつの間にか失われてしまう。
- 天の羽衣カード

川や沼地の強制イベントマスをスルーできる。ただし隠れ蓑カード同様効果は一度きりで、カードが消費されたことを示すコメントも表示されない。
- 密書カード

城に忍び込んで最深部まで潜入に成功するか、大名ゲームの際に殿様の命令で密書を届けなければならない際に貰える。ただしこれを持っていると関所を通る際に取り上げられてしまう。
- 鉄砲カード

密書カード同様、持っていると関所で捕まり取り上げられてしまう。大名ゲーム、統一ゲーム以外の時はまるで役に立つ機会がない。また、大名ゲームでこのカードを購入する命令が出た場合、統一モードと同じ状態となる。
- おみくじカード

神社でおみくじを引くと手に入れ、後述する「ようす」での「おみくじ」ステータスが反映される。大吉、中吉、小吉、末吉、小凶、中凶、大凶、地獄とバリエーションは豊富だが、それによって実際に運の良し悪しが表れるかは謎。
- おふだカード

神社で祈願すると貰える。ゲームによってはこのカードがないとクリアできないこともある。
- 七光りカード

仕官の時にこのカードを渡すと役に立つ。
- ねたカード

人を笑わせる面白いネタが仕込まれているカード。仕官する時このカードを持っていると役に立つ。ただしこのカードを使って仕官に成功した場合、大名ゲームで出世ポイントが半分になるデメリットがある。
- 保険証カード

絵柄は松葉杖。戦国ゲーム中では何も書かれていないマスに止まっても、ランダムの確率でけがをしてしまい1回休みになってしまうことがある。保険屋で保険に入りこれを手にいれ、持ち続けているとけがをした時に保険金200が手に入る。ただし、保険金が貰えても1回休みは帳消しにできない。また1枚に付き、金10ずつマイターン消費し金が尽きると無くなってしまう。
- 紹介カード

たけし様の紹介状。これを持つことで仕官が多少しやすくなる。
- 福引カード

町にある福引屋で使うことができる。
- 農作物カード、海産物カード、薬カード、油カード

取引屋で使うカード。売買目的以外には使用機会がまったくない。
- 割引カード

取引屋、刀鍛冶屋で買い物をする際にこのカードを持っていると、少しだけながら安くしてもらえる。

### その他のカード
- 奥様カード

美人、普通、ブス、どブスの4種類がある。美人になるほど生まれる子供は美男美女の子供が生まれるが、余りに産みすぎると逃げ出してしまうことがある。逆にどブスに近いほどブスの子供が生まれてしまう。
- 子供カード

男女、美人かブスかの度合があり、計4種類ある。ただし、美男子美女でないと統一ゲームの時に政略結婚で他国と結ぶことが出来ない。
- 姫カード

大名ゲームの時に殿の命令で城を飛び出した姫を見つけると貰え、自城に戻るまでこのカードを失わずにいると一件落着となる。それ以外は全く登場、入手機会はない。
- その他、町娘カードや悪女カードというのもある。

## マス
止まったマスによって、様々なイベントや事件などが発生する。

### 丸マス
いたるところにある青い丸マス。普段は何も起こらないが、例外として以下の2件が発生する。

#### けが
低確率ながら、突如けがをしてしまいその場で1回休みになってしまう。ただし先述した通り、保険証カードを持っていた場合は金200が保険金として下りてくる。

#### 決闘
丸マスに2つのプレイヤーが重なって止まると、動かしていたプレイヤーが「攻撃側」、同じマスに止まられたプレイヤーが「防御側」となり、剣術による決闘をしなければならない。勝利したプレイヤーは相手から金またはカード1枚を奪うことになるが、何も奪えないケースもある。
なお、決闘の際は必ず攻撃側がコントローラーI、防御側がコントローラーIIで操作することになる。

### たけちゃんマス
顔が描かれたマス。止まるとたけし様が現れ、アドバイスやプレゼント（ゴルフでホールインワンという条件付きもある）、雑談のほか、邪魔をしてくる（たけしの城付近のマスだと桜島が噴火して、どこかに吹っ飛ばされるなど）こともある。休みで何も起こらないことも間々あり、その際は「たけしさん きょうはやすみです」のメッセージに続いて「さんちゃんいわく なんや またかいな」という明石家さんまと見られるメッセージが出る。

### 城マス
あばしり、あおもり、おおた、ういろう、よしもと、ひろしま、とくしまの計7箇所に存在する。やっているゲームやプレイヤーの現状によって、城マスで発生することは違っている。

#### 日本縦断ゲームの時
カード1枚が手に入り、さらに一番乗りを果たしたプレイヤーには殿様から褒美として一定金額の金が貰える。

#### 仕官・商人ゲームの時
「しかんする」「ごぜんじあいにさんかする」「しろにしのびこむ」「たびだつ」の4つから選ぶことになる。
「しかんする」を選ぶと紹介カードがない時は「紹介状がないんじゃあ、だめだね」とあしらわれ、紹介カードがある時は先述した事柄が発生する。「ごぜんじあいにさんかする」についても先述の通り。
一方で「しろにしのびこむ」を選ぶと即座に地獄門ゲームがスタートする。最深部まで突破できれば密書カードが手に入り、失敗すれば兵士に取り押さえられ、3回休みとなってしまう。

#### 大名・統一ゲームの時
自分の城かそうでないかでさらに分かれる。

##### 自分の城の場合
大名ゲーム
通常は「ごきげんとり」「めいれいをきく」「けんのけいこ」「わいろをおくる」「げこくじょう」「たこくのようす」「ひまをもらう」のどれかから選ぶことになる。
- ごきげんとり

お世辞を語り殿様の機嫌を取る。「愛い奴じゃ」と褒められ出世ポイントが増加することもあるが、あまり続けていると飽きられてしまい、何も起こらない。
- めいれいをきく

読んで字のごとく、殿様の命令を聞く。他国と戦争したり、お使いを頼まれたり、果ては単純に肩をもむだけでいい場合もある。いずれも命令を達成できれば出世ポイントが増加し、失敗すればがっかりされるものの何も起こらない。ただし例外として剣術の稽古（いわゆる「接待剣術」）に付き合わされた場合は負けると殿様の機嫌が良くなって出世ポイントが増え、逆に勝つと殿様は怒ってしまい出世ポイントを2減らされる。
- けんのけいこ

「めいれいをきく」の剣術稽古とは違い、ここでは真剣勝負。勝てば出世ポイントがわずかながら増える。負けても何も起こらない。
- わいろをおくる

一定金額を殿様にプレゼントして出世ポイントを上げてもらう手段。「ごきげんとり」と似ているがお金を使う。所持金額より多い金額をプレゼントしようとすると殿様に怒られて1回休みになってしまう。
- げこくじょう

下剋上を実行する。じゃんけんゲームが発生し、勝てば一気に大名へ成り上がるが、兵力が圧倒的に不利（じゃんけんに2回負けた時点で、相手に攻め込まれていなくても即敗北）なため、まともに戦った場合は相当の運がなければ勝てない。負けた場合は先述の通り、城を追放され仕官ゲームに逆戻りとなる。
- たこくのようす

忍者が他の城の様子を探ってくるが、あまりいいことは起こらない。
- ひまをもらう

大名ゲームから降りて、放浪人になる。先述した通りなんらかの位に昇格していれば、少しながら金が貰える。
なお、殿様の命令を聞いて、その内容が兵士を伴う外出（他国との戦争など）であり、それから帰って来た場合はサイコロの目がピタリ一致でなくても城マスに止まることができる。
統一ゲーム
通常は「にんきとり」「しょうにん」「けんのけいこ」「ねんぐ」「けっこん」「へいし」「いんきょする」のどれかを選ぶことになる。
- にんきとり

民に金を分け与えて人気を稼ぐ。失敗することもある。
- しょうにん

取引屋の商人を呼び、鉄砲や農作物などの品物を売買する。商人が休みの時もあり、その時は何も起こらずそのまま自分の番が終わってしまう。
- けんのけいこ

大名ゲームの時の「けんのけいこ」と同様。勝てば人気がやや上がる。負けても何も起こらない。
- ねんぐ

百姓から年貢を取り立て、軍資金を稼ぐ。金が貯まる反面、人気が下がってしまう。
- けっこん

自分の息子または娘を占領されていない他の城の者と政略結婚させる。結納品として大量の金と鉄砲が必要になる。当然ながら子供カードがなければ不可能であり、子供がいてもブスな顔の場合は問答無用で破談になるケースも多い。
- へいし

徴兵、出陣の2つの命令があり、徴兵は兵士が集まる反面人気が下がってしまう。出陣命令を出すと兵士を従えて次の番より城を出発する。
- いんきょする

先述した通り、大名の職を捨て放浪人になる。この時に印籠カードが貰える。

##### 自分の城でない場合
大名ゲーム、統一ゲームとも、兵士を従えていない時は仕官・商人ゲームの時と同じ選択肢が現れる。ただし例外として、大名ゲームで密書を届けなければいけない命令を受け、目的の城に着いた場合は「ごくろうで、ござった」というメッセージのみが出る（関所で取られるか間違って捨てたなどで密書カードを手放した状態で到達すると、別のメッセージが現れる）。
一方で、兵士を従えている時は問答無用で戦争（じゃんけんゲーム）が発生する。大名ゲームでは指定された城と戦争をする命令が出ることがあるが、指定の城でなくても戦争になってしまう。

### 沼
カエルの絵が描かれたマスで、サイコロの目がぴったりでなくても強制で止められ「ぬまにおちて 1回やすみ」になる。北海道に3箇所（宗谷地方と釧路湿原に該当する位置）にしか存在しないが、あばしり城はこの沼マスに囲まれた位置に存在しているため、特に日本縦断ゲームの序盤においては非常に厄介なマスとなる。ラッキーナンバーの目が出て1回目の移動中か、天の羽衣カードがあれば強制ストップを避けられる。

### 民家
牛の絵が描かれたマスで、日本縦断ゲームの時は自動的に（一揆の様子を見るため）1回休みとなり、それ以外の時はイベントが発生する。相手は庶民であるため、武士や商人の時はほぼ対等の態度を取り、大名または指揮者となって兵士を引き連れている時は「へへーっ」と崇める態度を取るが、下手な行動を取ると一揆を起こされて大変な目にあうこともある。逆に力になってあげると出世ポイントやカードを貰えることもある。縁談が発生することもある（ただし美人ではない）。

### 町
あちらこちらに点在し、全部で12の店が存在する。ただし、進行中のゲームや自分の置かれている状況によって、入れる店と入れない店があり、また同じ店でも表現が違っている場合がある。
兵士を引き連れている時は、食事、宿泊系の場合表示金額の「兵士の人数＋1」倍の料金を払わねばならない。

#### とば
賭場。バニーのお姉さんとサイコロの目を当てっこする。勝てば金150が貰えるが、確率は6分の1で、負けると金を30失う。なお、いかさまカードがあると100%の確率で当たる反面、1勝負毎に1枚が勝手に使われてしまう。

#### かれーや
たけしが経営するカレー屋。買って食べれば必ず力が回復する。中でも「うんこカレー」は一気に満タンの255まで回復する代物であるが、腹を壊して1回休みになってしまうことも間々あるので注意（腹を壊すのは他のカレーでも発生する）。日本縦断ゲームの時は登場せず、兵士を引き連れている時は「しょくじ」という表記になっている。

#### よせ
いわゆる寄席。高田文夫似の人物が落語会を開いている。面白い噺が聞けるとねたカードが貰える。日本縦断ゲーム、兵士を従えている時は登場しない。めくりに書いている「キョショー」とは当時高田がパーソナリティーを務めていた『巨匠・高田文夫のラジオで行こう!』から。

#### かたなかじ
刀鍛冶。大橋巨泉似の人物が「OKカジヤ」と言う店名で店番をしている。刀を売買する所で日本縦断ゲーム、兵士を従えている時は登場しない。

#### しごとや
仕事屋。現代で言えばハローワークに該当する。仕事の斡旋をしている。概ね金50 - 70前後の仕事があり、その仕事をすれば所定の金額が無条件で手に入る。相場が85 - 110前後の「もっと金になる仕事」は、たしかに比較的高額な金額が入るもののそれなりにつらい仕事のため、力を消費してしまう。一方、力を消費せず相場も130 - 160前後と高くおいしいのが「やばい仕事」であるが、その内容は暗殺という文字通り「やばい」もので、成功すれば所定の金額を貰えるが、失敗すると町方に捕まり牢に入れられて2回休みになる。
兵士を従えている時や大名ゲームで鉄砲購入のお使い命令が出ている時は登場しない。

#### とりひきや
中国人が店番をしている取引屋。品物（農作物、海産物、薬、油）の売買をする以外は特に何もない。兵士を従えている時は鉄砲を買うこともできる。日本縦断ゲームの時は登場しない。

#### かごや
鉄処女隊のメンバー似の人物が店員をしている籠屋。乗るとサイコロの目が3回出た目の2倍進める（ジョンソンカード3枚分と同じ効果）。ただしラッキーナンバーが出て2度サイコロを振った場合、2回目もしっかりカウントされるため、必ずしも自分の番が3回来たら終わりというわけではない。また、籠に乗ると次の番では強制で町を出なければならない。

#### ほけんや
保険屋。「あなたのお名前、何てーの？」でお馴染みトニー谷似の人物が店員をしている。保険に入ると保険証カードを手にいれ、丸マスでけがをしてしまった際に保険金200が下りる。ただし保険料として自分の番が回ってくるたびに金10ずつ引き落とされる。一口だけでなく二口、三口も可能だが、当然引き落とされる金額も上乗せされる。なお、掲示板には「人生五十年　死んで花みを　咲かせよう」と書かれている。
日本縦断ゲームの時は登場しない。

#### どうじょう
剣術道場。金10で稽古をつけて貰うことができ、剣術ゲームを行うことになる。勝てば侍ポイントが5程度増え、負けると「まだまだじゃのう。また来なされ」と言われるだけで特に何も起こらない。道場破りに挑戦することもできるが、「無礼な。目にもの見せてやる」と、剣術で門下の強者5人抜きをしなければならなくなる。成功すれば大量の侍ポイントが手に入るが、もちろん至難の業。道場破りに失敗すると侍ポイントを減らされてしまう。
道場には書が飾られているが「心不全」という非常に縁起の悪いものになっている。日本縦断ゲームや兵士を従えている時は登場しない。

#### ふくびきじょ
文字通りの福引屋で、ピエロの店員が営んでいる。福引カードがあればタダで福引ができるが、普通に金を支払っても20と安いので、あまり福引カードには価値がないことが分かる。福引には大まかに見て「1等（おおあたり）」「あたり」「はずれ」の3種類があり、1等は恐山巡りで次の番になると強制で青森県下北の恐山（神社マス）に飛ばされている。統一ゲームで武運長久祈願をしたい状態であった場合はかなりのお助けになるが、逆に日本縦断ゲームの時は北海道以外の町でこれが起こると事実上の逆戻りになるため、特に中国、四国、九州の町で発生したら致命傷レベルのありがた迷惑になってしまう。「あたり」は金かカード1枚がランダムで貰える。「はずれ」はもちろん残念がられるだけで何もない。

#### やどや
宿屋。フロント担当はラッシャー板前似の人物がしている。建物の様子からしてどう見てもラブホテルにしか見えない。休憩と宿泊の2種類があり、休憩よりも宿泊の方が値段が高い分力の回復量も高い。兵士を従えている時は「きゅうけい」と表記されている。
奥様カードがある状態で宿泊すると、なんらかのイベントが発生することもある。

#### てっぽうや
兵士を従えている時か、大名ゲームで鉄砲購入のお使い命令が出ている時限定で登場する。グラフィックは刀鍛冶の流用で、大橋巨泉似の人物が担当している。なぜか「鉄砲よりゴルフの方が面白いよ」と、鉄砲屋としては矛盾したメッセージを出す。なお鉄砲の値段は時によって微妙に変化している。

### 港マス
横山やすし似の人物が船頭を務めている。函館（北海道）-青森（本州）、新潟（本州）-両津（佐渡島）、宇野（本州）-高松（四国）、下関（本州）-博多（九州）、宇和島（四国）-宮崎（九州）の5区間で運航されている。料金は場所、向きによっても異なっている。また、商人ゲーム、統一ゲームの時は相場が通常の2倍相当になっている。なお、この際乗船を受諾すると「ほなら ふねいきまっせ」と快く引き受けるが、拒否すると「なんやワレ、ひとおちょくるのもええかげんにせいや」と元ネタと見られる人物の口癖で怒られてしまう、そばにある看板には「暴力追放、海上タクシーくみあい」と書かれている。

### 神社
青森の恐山付近にある唯一の神社マス。ここではおみくじが引ける他、いろいろな祈願ができる。祈願には「ぶうんちょうきゅう（武運長久）」「きんうん（金運）」「こだから（子宝）」「えんむすび（縁結び）」の4種類があり、中でも武運長久祈願は統一ゲームの際に重要なものになる。
一方で日本縦断ゲームの時は、強制でおみくじが引かれ金10を支払うことになる。

### 佐渡金山
新潟県の佐渡島に唯一存在する金山。一獲千金のチャンスの場でもあるが、地獄門ゲームに挑まねばならず、失敗すると問答無用で力が減少してしまう。
なお、佐渡島は港、町、金山、丸マスの4つしかなく港で本州に戻らない限りはそれを延々うろつかねばならないため、相当なリスクを背負いかねない。

### 関所
箱根付近と北陸地方に1箇所ずつ計2箇所存在し、中では谷隼人似の人物が番をしている。印籠カードがあるかラッキーナンバーが出て移動中の時は普通に通過できるが、そうでない時はサイコロの目がピタリでなくても強制で止められる。
ここでは、
- そでのしたをわたす
- しらべをうける
- きりつける
- しんだふりをする

の中から選ばなければならない。
そでのした、すなわちお金を渡すと「よし、とおれ」とあっさり通してくれる場合もあるが、「このていどのかねで、とおれるものか」と言われてしまうこともある。素直に調べを受けると、手形カードがあれば1枚消費の上無事通過できる。なければ1回休みだが、密書カード、鉄砲カードがある場合は厳しく処分され、没収の上2回休みとなる。よって、大名ゲームで密書を届けるか盗んでくるかの命令が出ていて遂行中の場合は「きりつけ」て蹴散らすしか術はない。きりつけると剣術勝負になる。さほど強くはない相手だが、勝てば無事通過、敗れれば全財産没収の上3回休みとかなりのリスクはある。
一方で死んだふりをすると、捨てられて1～3回休みになることもあれば、なぜかたけし様が表れて無事に通してくれることもある。ただし、死んだふりをして金品やカードが奪われることがある。
なお、兵士を従えている時は何も起こらないこともあれば、突然軍隊が攻め込んできてじゃんけんゲームに突入することもある。

### 川
利根川の河口と思われる位置に唯一存在する。天の羽衣カードを持っているかラッキーナンバーが出て1回目の移動中に限ってはスルーができ、そうでない時は目がピタリでなくとも強制で止められ、川渡りのゲームに突入する。無事に渡れるとカードを1枚貰えるが、失敗すると金を落としたり、兵士が減ってしまったりする。

### 戦場
関ヶ原に唯一存在する。このマスも関所、川同様に強制停止を受け戦場ゲーム（兵士を引き連れている場合は戦争に巻き込まれじゃんけんゲーム）に挑まねばならない。成功すればいかさまカードが貰えるが、失敗すればけがをしてしまうか兵士が減ってしまう。
ラッキーナンバーが出て移動中、または隠れ蓑カードがあるとスルーできる。

### 峠の茶屋
和歌山付近に唯一存在する。普通に飲み食いすることもできれば、売り子の女性に交際を申し込んで、場合によっては嫁に貰うこともできる。大名ゲームでは時に重要な場所になることもある。兵士を従えている時はなぜか「解散」という選択肢が存在し、解散すれば無論、大名職を失い仕官ゲームに戻ることになる。この時に、「私を倒してからにしなさい」と言われると、いきなり剣術ゲームに突入し、勝つと解散するが敗れると解散できないどころか兵力が半分になってしまう。

### 墓場
島根県辺りに唯一存在する。
日本縦断ゲームの時
幽霊に驚いて強制で1回休みとなる。
兵士を従えている時
兵士が幽霊に驚いて逃げてしまい、兵士が減ってしまう。
それら以外
「きゃー、こわい」だけで済むこともあれば、「ゆうれいがでたぞ」というメッセージが現れ戦国インベーダーに突入することもある。ここでは負けても「あ～あ、まけちまいやんの」とメッセージが出るだけで何も起こらない。ただし、ここでボスを倒すまでの使った弾数によって副賞がもらえることがあり、少なければ少ないほどその副賞は豪華になる。

### お寺
大分県に当たる場所に唯一存在する寺で、住職は黒人。全国縦断ゲーム時は托鉢に参加してきん30を支払わなければならない。兵士を引き連れている場合は住職がまんじゅうこわいのフレーズを口にした後、幽霊退治を依頼してくる。なお、ここに止まるとメッセージが全てカタカナ表記になる。

### 山賊
佐賀県、長崎県に当たる位置に唯一存在する。有り金を渡すか、戦うか、仲間入りをお願いするかのどれか1つを選ばなければならない。ラッキーナンバーで移動中か隠れ蓑カードがあるとスルーできる。
有り金を渡した場合、関所と同様、あっさり通してくれる場合と通してくれない場合とがある。戦うと勝てば山賊のリーダーに成り上がり、牛耳ることができるようになる（自己判断により解散させることもできる場合がある）。一方で敗れれば全財産を没収されてしまう。
仲間にしてくれとお願いした場合、一旦お金が全て没収されるが、手下と戦って勝利したら仲間になることができる。仲間になると旅人や軍隊が山を通過する（自分の出番が回ってくる）たびに山賊のリーダーより「やろうども、しごとだ!!」と指令が下り、問答無用で旅人の場合剣術ゲーム、軍隊の場合戦国インベーダーゲームがスタートする。勝利すると金やカードが手に入り、旅人に敗れても「ずらかれー!」とメッセージが出るだけで何も起こらないが、軍隊に敗れると山賊が解散し次のターンから自由に行動できるようになる。
時折、「今日は誰も通らねえぜ!」というメッセージが現れ、その場合は他の山賊を倒して下剋上を図ったり、山賊のお宝を盗んで逃げたり、そっと山を下り足を洗うことなどが選択可能となるが、他の山賊に行動がばれてしまうとミニゲームが発生し勝利しなければいけなくなるので注意。

### たけしの城（たけし城）
熊本県・鹿児島県の間に存在する。日本縦断ゲームのゴールマスに該当するが、クリアのためにはたけし様とゴルフ対決をしなければならない。
仕官ゲームの時は紹介状をくれる。
それ以外で訪れた場合は、ランダムにイベントが発生する。喜ばしい内容の時もあれば、全財産を奪われてしまうこともある。

## ミニゲーム
戦国ゲーム中、イベントによってミニゲームが発生する。特定のマスを通りかかると強制的に発生するものが多く、多くは失敗するとペナルティ（数回休みなど）を課せられる。
ゲームのタイトルからしてだが、発売と同時期に放映されていたバラエティ番組『痛快なりゆき番組 風雲!たけし城』をオマージュしたミニゲームがいくつかある。
また、パーティーゲームの場合はリストから任意に選択できるようになっている。パーティーゲームでは全て得点制になっているが、0か100かのゲームでは0点の表記が「0てん」であるのに対し、10点または20点単位のいわゆる部分点が存在するゲームの場合は0点の表記が「00てん」になっている。

### ゴルフ
パワーを調節して、1打でカップインさせるゴルフゲーム。
戦国ゲーム中では、たけちゃんマスに止まると発生することがある。また、日本縦断ゲームの場合は最後にこれで勝たねばならないが先述したように外した場合でもお金やカードが多いと（めんどくさいから）勝ちにしてくれる時がある。
状況は常に同じで、タイミングさえ掴めば簡単にクリアできる。ボールの飛ぶ位置はパワーゲージの小さい順に、
- ティーのすぐ前に落ちる。
- 画面中央部にある松に引っかかる。
- 見事ホールインワン。
- ホールインワンと全く同じ軌道を描きながら、ホールをかすって通り過ぎる。
- ホールより奥に落ちる。
- グリーンを超えた位置まで飛んで行ってしまう。
- 真上の家屋に当たってしまい、中から「ジョーダンジャナイヨ！」と鬼瓦権造に扮したたけしが出てくる（パワー最大の時のみ、パーティプレイモードでは家屋に当たるシーン以外はカットされる）。

という感じになる。
なお、戦国ゲームでは云々一切なしの一発勝負だが、パーティーゲームでは持ち球10発を打って、入った数を競う。ホールインワンの数×10点。

### 川渡り
水面に置かれた飛び石を渡り、対岸までたどり着けばクリア。ただし一部にハズレの石があり、それを踏んでしまうと沈んでしまいミスとなる。ハズレを見抜く方法は無く、元ネタ同様に運勝負の要素が強い。
また、時折左右に飛び跳ねる魚に当たってもミスとなる。
パーティーゲームでは成功で100点、失敗で0点になる。

### 地獄門
戦国ゲーム中では佐渡金山、城や土蔵に忍び込んだときなどに発生する。
3つの門（うち1つはハズレ）のどれかに突っ込み、無事通れたら成功、通れなかったらミスとなり、これを5回ほど成功させるとクリアとなる。時折、画面端からカラスが飛び出し、これに当たっても失敗となってしまう。左右の扉を選ぼうとして当たることがよく起こるため、できるだけ真ん中を通ることが望ましい。
見抜く方法は無いため、運勝負の要素が強い。特に城や土蔵の場合は失敗すると3回休みになる。
パーティーゲームでは、門一枚突破につき20点がプラスされる。

### 戦国インベーダー
同社「スペースインベーダー」を戦国時代風にアレンジしたもの。戦国ゲーム中では、墓場・寺・山賊マスなどで発生する。
左右に移動しながら迫ってくるザコと、その後ろを往来するボス（インベーダーのUFOに相当する）がおり、ボスを仕留めればクリアとなる。逆に、ザコの放つ弾や、迫ってきたザコに触れるとミスとなる。
ほかのミニゲームに比べて、運の要素が極めて少ない。原作同様、ボスを仕留めるときの弾数によってボーナスが得られることもある。いきなり一人目のボスを倒すと、お金かいかさまカードのご褒美がある。
パーティーゲームではボスを1体倒して初めて10点が入る。つまり闇雲にザコだけを倒していてはいつまでたっても「00点」のままである。

### 戦場
戦国ゲーム中では、ういろう城近辺の「戦場マス」などで発生する（関ヶ原の戦いがモチーフ）。
矢の飛び交う戦場を駆け抜けるゲームで、無事通過できればクリア、矢に当たるとミスとなってしまう。様々な得物を持った両軍だが、当たるとミスになるものは弓兵の矢のみ。槍や消火器などに触ってもミスにはならない。
弓のタイミング以外には運の要素があまり強くないため、他のものと比べて難易度が低い。
パーティーゲームでは、通り抜けた距離に応じて得点が入る。

### 剣術
一対一の剣術勝負。タイミング良く刀を振り当て、相手の体力をすべて奪うとクリアとなる。時折、突発的にじゃんけん勝負が発生する。負けた側は体力が奪われる。刀系のカードを所持していると、その強さに応じて攻撃力が上がる。最高級の刀「ぞーりんげん」の場合は通常の5倍の攻撃力になる。
一見プレイヤーの腕前次第に見えるゲームだが、実際は運の要素も大きく作用する（COM戦の場合遅く切り返したら普通に倒せるが、早く切り返したら「いかさまカード」で動きを止めないとダメージを与えられない）。
パーティーゲームの時は、コントローラーIのキャラクター名は「たけし丸」に固定され、相手がCOMの場合は、相手の名前は戦国ゲームに登場する敵の名前に、相手がコントローラーIIで操作する人間の時は「うたへもん丸」に名前が固定される。また、フェアプレーを意識してか、剣はお互い同じものを装備している設定となる。

### じゃんけん（合戦）
ゲーム中では下克上（大名ゲーム中、自分を雇ってくれた殿様を倒して成り上がりを図ること）のときや、兵を率いているときなどに発生する。互いの陣地から兵士が進んでゆき、自軍の陣地から敵軍の陣地までたどり着けばクリアとなる。
途中で兵士同士がぶつかったときに、じゃんけんが発生する。負けた側は陣地からやり直しとなる。兵力によってやり直せる回数が違ってくる（兵士/100）ため、基本的には兵士の数が多いほど有利となる。逆に兵力が少なくてもじゃんけんに勝ちまくれば、勝つこともできる。移動にはボタン連打によって進む仕様なため、運以上に連射力と体力も必要となる、もっとも過酷なミニゲームとなっている。なお、戦国ゲームでは、神社で武運長久祈願をしておかないと絶対勝つことができない。仮にゴールしても「惜しい所で、攻め切れませんでした」となる。

## CM
『たけしの挑戦状』のCM同様にたけし本人が出演し、たけしがチンドン屋風の仲間を引き連れ「世界の国からこんにちは」の替え歌を歌いながら女風呂で踊ると言う内容だった。たけしのナレーションで「私が作った」と言っているものの、前述どおり、たけし本人がこのゲームの企画制作に携わっているかは不明である。

## 関連書籍
- ビートたけし『たけしの戦国風雲児―ファミコンゲーム必敗本』太田出版、1988年12月。ISBN 978-4900416529。